# 交河公主
交河公主（?—?），唐朝和亲公主，姓阿史那氏，生卒不详。她是西突厥十姓可汗阿史那怀道的女儿。722年十二月初三，唐玄宗将她封为交河公主，将她嫁给了突骑施的苏禄可汗。726年，杜暹任安西都护，交河公主派牙官赶着一千多匹马到安西去卖，又派使者向杜暹宣读交河公主的命令，杜暹大怒：“阿史那怀道的女儿，有什么资格向我宣读命令！”命令杖打使者，然后将使者和马匹扣留；经过一场大雪，马匹全部被冻死。苏禄大怒，派军队进犯安西四镇。